# Fantomas gegen Interpol
Fantomas gegen Interpol (Originaltitel: Fantômas se déchaîne) ist eine französisch-italienische Kriminalkomödie aus dem Jahr 1965 und der zweite Teil der gleichnamigen Trilogie um den genialen Verbrecher Fantômas.

## Handlung
Soeben erfreute sich Kommissar Juve noch des Kreuzes der Ehrenlegion, das ihm für seinen Sieg über den gefährlichen Verbrecher Fantomas verliehen wurde, da meldet sich dieser vor laufenden Fernsehkameras zurück und blamiert den hektischen kleinen Polizisten bis auf die Knochen. Zugleich präsentiert Fantomas, der Meister der Verkleidung, damit erstmals der Öffentlichkeit die Maske, die er für seine eigentliche Persönlichkeit auserkoren hat, nämlich jenen gespenstisch blaugrauen Kahlkopf mit dem starren Gesicht und den furchterregenden Augen, den bislang nur seine Komplizen und Opfer zu sehen bekamen.
Natürlich tüftelt Fantomas auch längst an einem neuen Coup, zu dem unter anderem die Entführung des Wissenschaftlers Marchand gehört. Aber noch bevor das Unternehmen Gestalt annimmt, kommt ihm wieder sein alter Gegner, der Journalist Fandor, in die Quere. Fandors Verlobte, die attraktive Pressefotografin Hélène, vermutet nämlich, dass auch der bekannte Professor Lefèbvre in Gefahr ist, weil dessen Forschungen mit denen Marchands eng zusammenhängen. Beide arbeiten auf dem Gebiet der Hypnose und Telepathie. Ihr vereintes Wissen wäre höchst gefährlich, wenn es in die Hände eines Ganoven wie Fantomas fiele. Deshalb befürchtet Fandor, dass Fantomas die bevorstehende Reise Lefèbvres zu einem Kongress in Rom benutzen wird, sich des Gelehrten zu bemächtigen.
Der ehrgeizige Journalist will Fantomas eine Falle stellen, ohne erst die Polizei einzuweihen. Er verkleidet sich täuschend ähnlich als Professor Lefèbvre und begibt sich mit dessen Einverständnis an seiner Stelle auf die riskante Zugfahrt. Hélène ist selbstverständlich wieder mit von der Partie, obwohl sie sich nebenbei noch um ihren halbwüchsigen Bruder Michel kümmern muss (gespielt von Olivier, dem Sohn von Louis de Funès). Da auch der nichtsahnende Kommissar Juve und seine trotteligen Assistenten den vermeintlichen Professor beschatten, sind Missverständnisse vorprogrammiert.
Wie Fandor hat auch Juve die Methoden des Fantomas adaptiert und sich auf die Kunst der Verkleidung verlegt, doch mit bescheidenem Resultat. Außer einigen komischen Situationen bringt ihm die Maskerade lediglich einen Aufenthalt in der Gummizelle ein. Allerdings ist Fandor mit seiner Wissenschaftlerrolle ebenfalls überfordert. Als der daheimgebliebene Professor im Fernsehen einen peinlichen Auftritt seines Doubles sieht, reist er erzürnt doch noch nach Rom, um seine Reputation zu retten. Unterdessen hat auch Fantomas das Aussehen des Professors angenommen, denn tatsächlich plant er, diesen in Rom unauffällig zu entführen. Folgerichtig entwickelt sich ein Verwirrspiel mit drei verschiedenen Professoren Lefèbvre (alle dargestellt von Jean Marais), wobei Kommissar Juve sich mit unfehlbarer Sicherheit stets auf den Verkehrten stürzt.
Letztendlich finden sich alle als Gefangene in Fantomas' unterirdischem Reich wieder. Doch der Verbrecher hat nicht mit der Courage der Wissenschaftler gerechnet, die nun scheinbar ohne weiteren Widerstand für ihn arbeiten und wirklich einen Apparat entwickeln, mit dem man über eine gewisse Distanz die Gedanken von Menschen beeinflussen kann. Damit setzen sie Fantomas' bewaffnete Handlanger außer Gefecht, und er selbst entkommt nur wegen der begrenzten Reichweite des Geräts. Der geringe Vorsprung genügt ihm jedoch, denn sein Citroën DS ist mit ausfahrbaren Tragflächen und Düsentriebwerken ausgerüstet. Selbst ein zufällig startbereit herumstehendes Flugzeug bringt Juve und Fandor nicht dicht genug heran, um das Telepathiegerät einsetzen zu können. Kommissar Juve kann, als er im Eifer des Gefechts aus dem Flugzeug fällt, sogar noch von Glück reden, dass wenigstens Fandor einen Fallschirm umgeschnallt hat und nicht, wie er, bloß eine leere Hülle. Wie üblich quittiert Fantomas das Scheitern der Verfolger mit seinem wohlbekannten, roboterhaft monotonen Hohnlachen.

## Hintergrund
In diesem Film trat zum ersten Mal Olivier de Funès auf, der damals 15-jährige Sohn von Louis de Funès. Bis 1971 folgten noch fünf weitere Filme zusammen mit seinem Vater, u. a. in Onkel Paul, die große Pflaume. 1971 beendete Olivier de Funès seine Schauspielkarriere und wurde Pilot bei Air France.
Die Uraufführung des Films fand am 8. Dezember 1965 in Frankreich statt. In Deutschland wurde er erstmals am 1. März 1966 veröffentlicht.

## Kritiken
„Tempogeladene Verfolgungs- und Gruselunterhaltung mit beträchtlichem technischem Aufwand“, urteilte das Lexikon des internationalen Films. Für den Evangelischen Filmbeobachter war Fantomas gegen Interpol „[e]in perfekt konstruierter, komödiantisch ausgespielter Lachschlager, der das überstrapazierte Genre-Milieu köstlich persifliert. Ab 16 ein Vergnügen.“

## Synchronisation
Ähnlich wie im zweiten Teil der Gendarm-Reihe bekam Funès hier eine ungewohnt andere Synchronstimme. Die Synchronisation wurde von der Ultra Film Synchron GmbH in München durchgeführt.
| Rolle              | Darsteller       | Synchronsprecher |
| ------------------ | ---------------- | ---------------- |
| Fantomas           | Jean Marais      | Herbert Weicker  |
| Fandor             | Jean Marais      | Paul Klinger     |
| Kommissar Juve     | Louis de Funès   | Anton Reimer     |
| Helene             | Mylène Demongeot | Margot Leonard   |
| Inspektor Bertrand | Jacques Dynam    | Gerd Duwner      |
| Professor Lefèbvre | Jean Marais      | Robert Klupp     |
| Zeitungs-Verleger  | Robert Dalban    | Eric Jelde       |

## Medien
DVDs:
- Fantomas (Limited Edition, alle drei Filme, UFA-DVDs mit Bonusmaterial) (Die Filme sind auch als Einzel-DVD erhältlich)

Blu-rays:
- Fantomas-Trilogie (alle drei Filme auf Deutsch in einer Box in HD) (die Filme sind auch als Einzel-Blu-ray erhältlich)

Filmmusik:
- Fantomas 70 (Sampler-CD mit Musik aus allen drei Filmen), Universal France 013 476-2